# Sèrbia central

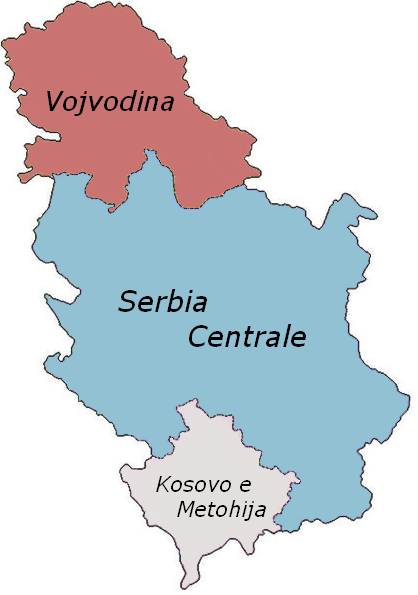
Mapa de la Sèrbia central.

Sèrbia central (en serbi: Централна Србија o Centralna Srbija), també coneguda com a Sèrbia interior (en serbi Ужа Србија o Uza Srbija), és la regió de Sèrbia que es troba entre les províncies autònomes de Kosovo i Metòkhia (al sud) i Voivodina (al nord).

## Geografia
La regió no és una divisió administrativa de Sèrbia com a tal, però es troba sota la jurisdicció directa de les autoritats de la república, a diferència de les províncies de Kosovo i Metòkhia i de Voivodina que tenen un cert grau d'autonomia territorial. El 2009-2010, el territori de Sèrbia Central es va dividir en tres regions estadístiques, de manera que el Govern serbi ja no el considera una sola unitat estadística. Les regions estadístiques són:
- Belgrad
- Šumadija i Sèrbia Occidental
- Sèrbia Meridional i Oriental

Algunes regions geogràfiques importants de la Sèrbia central són: Šumadija, Mačva, Timočka Krajina, Pomoravlje, Podunavlje, Posavina, Podrinje, Zlatibor, Raška, Sandžak i la Vall de Preševo.

### Divisions administratives

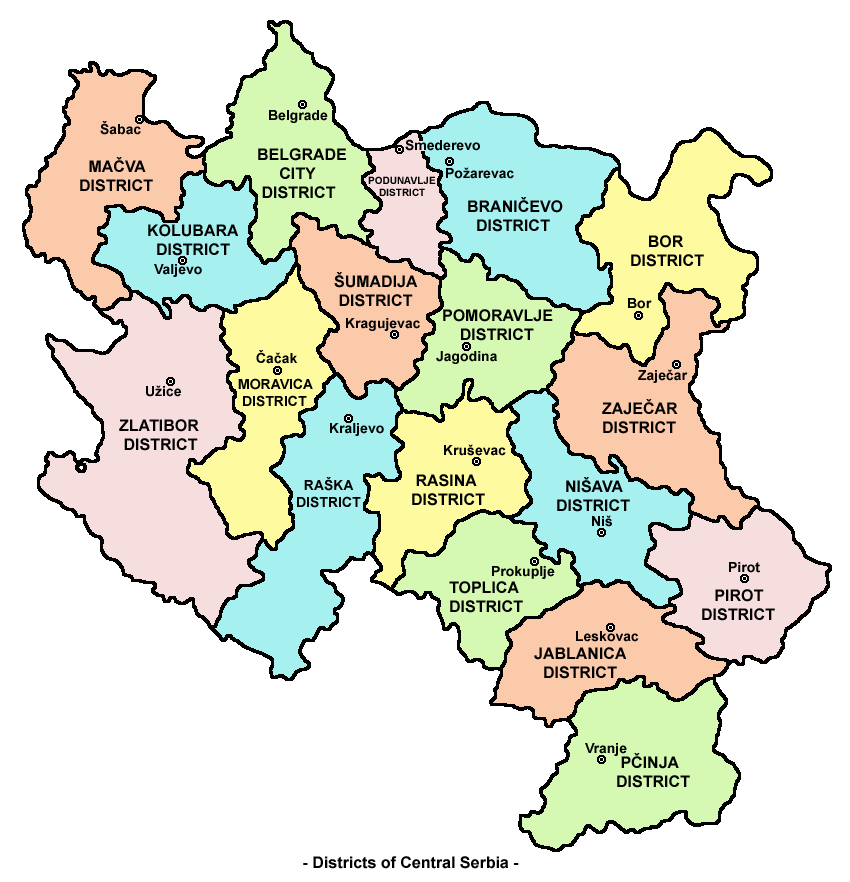
Districtes de la Sèrbia central.

El territori de la Sèrbia central està dividit en 17 districtes i la ciutat de Belgrad, mentre que els districtes estan subdividits en municipalitats. Els districtes són: 
- Districte de Mačva
- Districte de Kolubara
- Districte de Morava
- Districte de Zlatibor
- Districte de Podunavlje
- Districte de Braničevo
- Districte de Šumadija
- Districte de Pomoravlje
- Districte de Raška
- Districte de Rasina
- Districte de Bor

## Història
Viminacium (ara Kostolac) fou la capital de la província romana de Mèsia al segle ii. Les diverses capitals 
dels estats serbis medievals van estar també localitzades en l'actual territori de la Sèrbia central: Ras (la capital de Raška), Debrc (capital de Sirmia) i Belgrad (capital del regne de Stefan Dragutin Nemanjić), Kruševac (la capital de l'estat de Lazar Hrebeljanović), i Smederevo (la capital del Despotat de Sèrbia).
Després el Despotat de Sèrbia fou conquerit per l'Imperi Otomà al segle xv. Una unitat administrativa otomana va ser anomenada Sandjak de Smederevo, format amb seu a la ciutat de Smederevo. Després la seu de sandjak va ser canviada a Belgrad, i el territori va arribar a conèixer-se com el Bajalat (Pashaluk) de Belgrad.

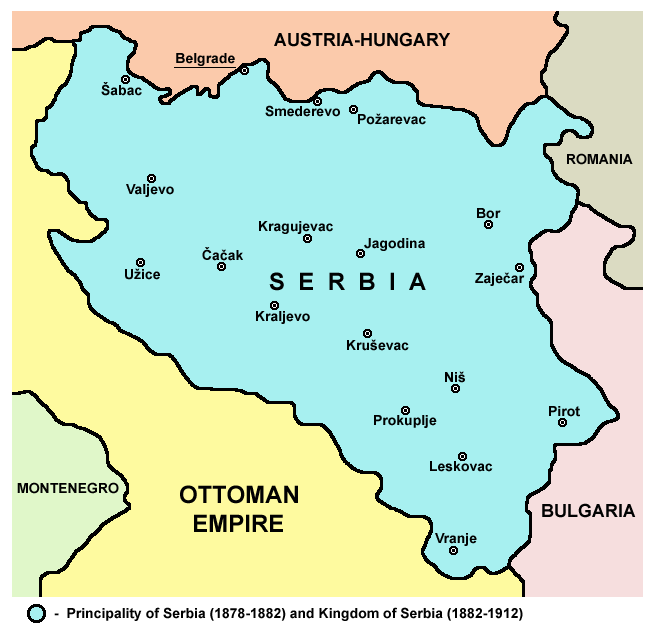
Límits de Sèrbia el 1878, els quals van ser semblants a les fronteres de l'actual Sèrbia central.

Al voltant del 1718 i 1739, la regió va estar sota el regnat de la dinastia dels Habsburg, i després del Primer Aixecament Serbi el 1804, la regió va arribar a ser un estat serbi lliure conegut com a part de Sèrbia. Aquest va ser conquerit de nou pels Otomans el 1813, però després del Segon Aixecament Serbi (1815-1817), va acabar sent reconeguda com un principat autònom de l'Imperi Otomà. El 1878, Sèrbia va arribar a ser un estat amb molta independència. Els límits de Sèrbia establerts el 1878 van ser molt similars als límits actuals de la Sèrbia central.
El 1913 Sèrbia va expandir les seves fronteres cap al sud, recuperant el control d'una gran part de l'actual Kosovo i de Macedònia del Nord.